# Hoverhof (Lohmar)
Hoverhof ist ein aus einem Einzelhof bestehender Wohnplatz, der zur Stadt Lohmar im Rhein-Sieg-Kreis in Nordrhein-Westfalen gehört.

## Geographie
Hoverhof liegt im Westen Lohmars. Umliegende Ortschaften und Weiler sind Klasberg im Norden, Hagerhof und Muchensiefen im Nordosten, Schöpcherhof im Osten, Scheiderhöhe und Kirchscheid im Südosten, Meigerhof, Feienberg, Bach und Burg Sülz im Südwesten sowie Körferhof (zu Rösrath) und Kellershohn im Nordwesten.
Nördlich und westlich von Hoverhof fließt der Bervertsbach, ein orographisch linker Nebenfluss der Sülz.

## Geschichte
1885 hatte Hoverhof ein Wohnhaus mit vier Bewohnern.
Bis 1969 gehörte der Hoverhof zu der bis dahin eigenständigen Gemeinde Scheiderhöhe.

## Verkehr
Hoverhof liegt westlich zur Landesstraße 84.